# Tepuígärdsmyg
Tepuígärdsmyg (Troglodytes rufulus) är en fågel i familjen gärdsmygar inom ordningen tättingar.

## Utbredning och systematik
Tepuígärdsmyg förekommer i tepuis huvudsakligen i södra Venezuela och delas in i fem underarter med följande utbredning:
- Troglodytes rufulus rufulus – bergen Roraima och Vei-Tepui (gränsen mellan Venezuela och Guyana)
- Troglodytes rufulus fulvigularis – sydöstra Venezuela (Ptari-Tepui, Sororopón och Auyan-Tepui)
- Troglodytes rufulus yavii – sydöstra Venezuela (Cerro Yaví och Cerro Sarisariñama)
- Troglodytes rufulus duidae – södra Venezuela (Duida, Paru och Paraque)
- Troglodytes rufulus wetmorei – sydöstra Venezuela (Cerro de la Neblina)

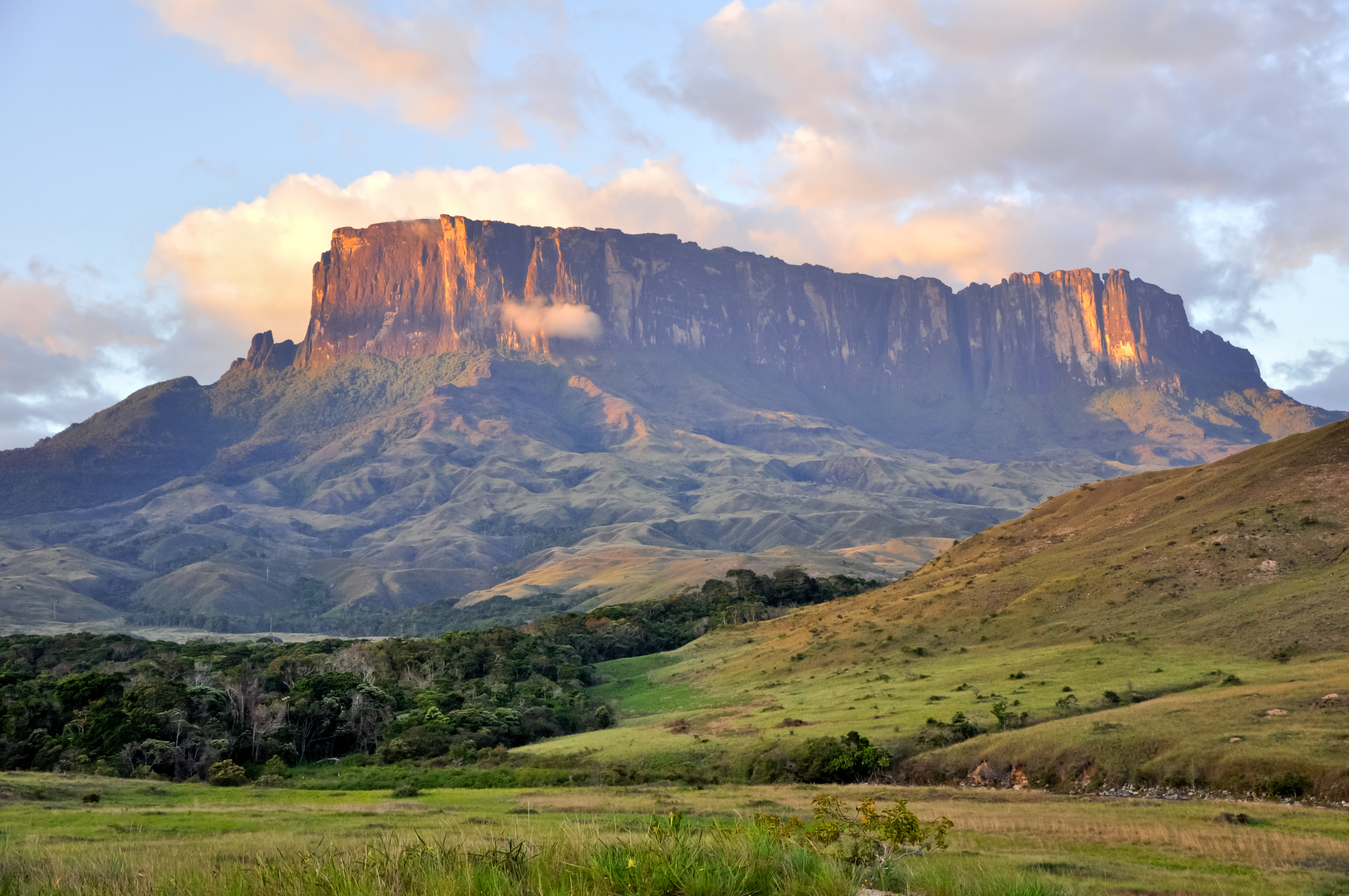
Fågeln förekommer endast på platåberg som kallas tepuier, här Roraima.

Ofta urskiljs även underarten marahuacae med utbredning i centrala Amazonas i södra Venezuela.

## Status
IUCN kategoriserar arten som livskraftig.